# Stichopogon obscurellus
Stichopogon obscurellus är en tvåvingeart som beskrevs av Pavel Lehr 1975. Stichopogon obscurellus ingår i släktet Stichopogon och familjen rovflugor.
Artens utbredningsområde är Kazakstan. Inga underarter finns listade i Catalogue of Life.